# Fimmvörðuháls

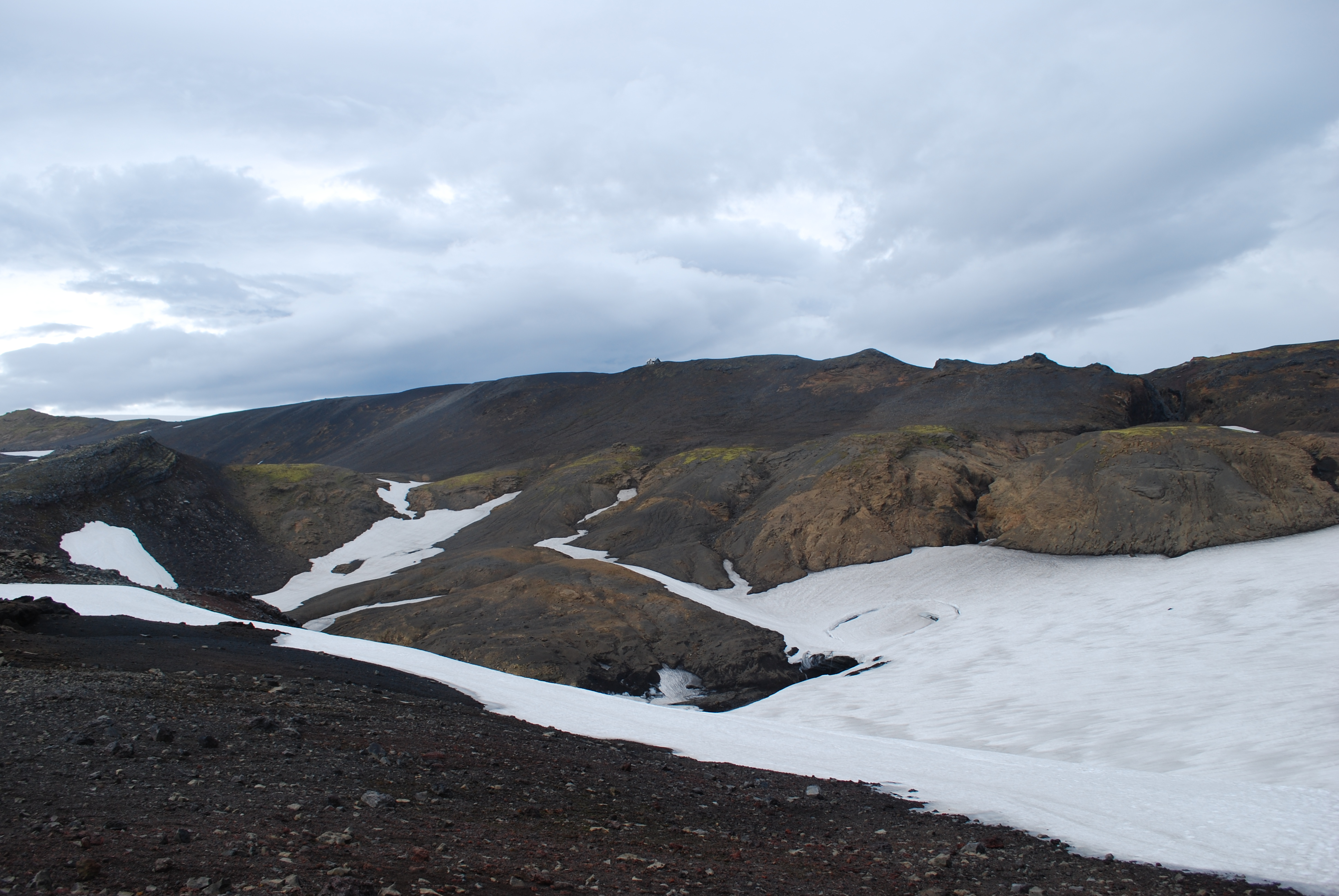

Fimmvörðuháls is een bergpas tussen de gletsjers Eyjafjallajökull en Mýrdalsjökull in het zuiden van IJsland.
Vanaf het plaatsje Skógar loopt een weg door dit gebied naar het noordelijker gelegen Þórsmörk. De weg is een populaire reis- en wandelroute van 22 kilometer met een hoogte verschil van 1000 meter. Vanwege de sneeuwval is Fimmvörðuháls alleen in de zomermaanden bereikbaar. In mei 1970 zijn daar drie reizigers omgekomen in een sneeuwstorm.

Aan de westzijde van de pas - onder de Eyjafjallajökull - begon in maart 2010 nieuwe vulkanische activiteit, die zich in april voortzette.